# ميلوش أوبيليتش
مَيلوش أوبيليتش (بالسيريلية الصربية: Милош Обилић) كان فارسًا صربيًا أسطوريًا اشتهر بصفته قاتل السُلطان «مُراد الأول». كان في خدمة الأمير «لازار» أثناء الغزو العُثماني لصربيا في أواخر القرن الرابع عشر. لم يرد ذكره في المصادر المُعاصرة، لكنه ظهر بشكل بارز في الروايات اللاحقة لمَعركة قوصوة عام 1389. على الرغم من أن قاتل السُلطان العُثماني ظل مجهولاً في المصادر حتى أواخر القرن الخامس عشر، إلا أن انتشار قصة اغتيال «مُراد» في المصادر الفلورنسية والصربية والعثمانية واليونانية يُشير إلى أن نسخًا منها انتشرت على نطاق واسع عبر البُلقان في غضون نصف قرن من الواقعة.
ليس من المؤكد ما إذا كان «ميلوش» قد وجد بالفعل، لكن عائلة الأمير «لازار» التي عززت سيطرتها السياسية قد ولدت أسطورة قوصوة، بما في ذلك قصة «ميلوش». أصبح شخصية رئيسية في الشعر الملحمي الصربي، حيث ارتقى إلى مُستوى أنبل بطل وطني في الفولكلور الصربي خلال العصور الوسطى. إلى جانب مقتل الأمير «لازار» وخيانة «فوك برانكوفيتش» المزعومة، أصبح «ميلوش» جُزءًا لا يتجزأ من التقاليد الصربية المُحيطة بمعركة قوصوة. في القرن التاسع عشر، تم تكريم «ميلوش» كقديس في الكنيسة الصربية.

## أقدم المصادر
لم تذكر المصادر الأولى عن معركة قوصوة، والتي فَضلت عمومًا الأمير «لازار»، لا تذكُر «ميلوش» أو اغتياله للسُلطان. تم تسجيل الاغتيال نفسه لأول مرة من قبل الشماس «إجناتيجي» في 9 يوليو 1389، بعد 12 يومًا فقط من المعركة. كما ورد ذكر اغتيال السلطان «مُراد» وأحد أبنائه في تعليمات مجلس الشيوخ الفينيسي الصادرة في 23 يوليو 1389، على الرغم من أن أهل البُندقية لم يكونوا مُتأكدين مما إذا كانت الأخبار حول الاغتيال صحيحة. في 1 أغسطس 1389 كتب الملك «تفرتكو الأول» ملك البوسنة (حكم من 1353 إلى 1391) رسالة إلى تروغير لإبلاغ مواطنيها بالهزيمة العثمانية. تم الإبلاغ عن الانتصار على الأتراك من قبل مُستشار فلورنسا «كولوتشيو سالوتاتي» (المتوفى 1406)، في رسالته إلى الملك «تفرتكو»، بتاريخ 20 أكتوبر 1389، نيابة عن مجلس الشيوخ الفلورنسي. قاتل السُلطان لم يُذكر اسمه ولكنه وصف بأنه واحد من اثني عشر نبيلاً مسيحياً تمكنوا من اختراق الصفوف العُثمانية:
| ” | بُورِكت أيدِي الأُمراء الاثنَي عَشر المُخلصِين الَذين شَقوا طَريقهُم بالسَيف واختَرقوا خُطوط العَدو ودائِرة الجِمال المُسَلسِلة، وَوصلوا بِبِطولة إلى خَيمة أمورات [مُراد] نَفسه. وخَيرُهُم ذلكَ الدُوق الذي طَعنهُ برقَبته وبَقر بَطنهُ بالسَيف. طُوبى للَذين ضَحوا بأرواحِهُم ودِمائِهُم وسقطوا شُهداء على جُثتِه القَبِيحة. | “ |

أكدت رواية إيطالية أخر للمُغامر «برتراندو دي مينانيلي» من عام 1416، أن الأمير «لازار» هو الذي قتل السُلطان العثماني.
جاء أول ذكر للقاتل داخل المصادر الصربية في سيرة ابن الأمير «لازار» «ستيفان لازاريفيتش» التي كتبها «قُسطنطين الفيلسوف» في أربعينيات القرن الرابع عشر. ويوصف البطل، الذي لا يزال مجهولاً، بأنه رجل نبيل الولادة سعت الألسنة الحسودة إلى تشويه سُمعته أمام الأمير. لإثبات ولائه وشجاعته، ترك خط المواجهة، واغتنم الفرصة لطعن السُلطان حتى الموت وقتل نفسه بعد ذلك بوقت قصير. إن المرحلة الأولى من العار والخلاص التي يمر بها من خلال المؤامرة الشُجاعة لقتل السُلطان هي مكونات سردية ستصبح ضرورية لتكوين الأسطورة الصربية التي تطورت في العصور اللاحقة.

## المصادر العُثمانية

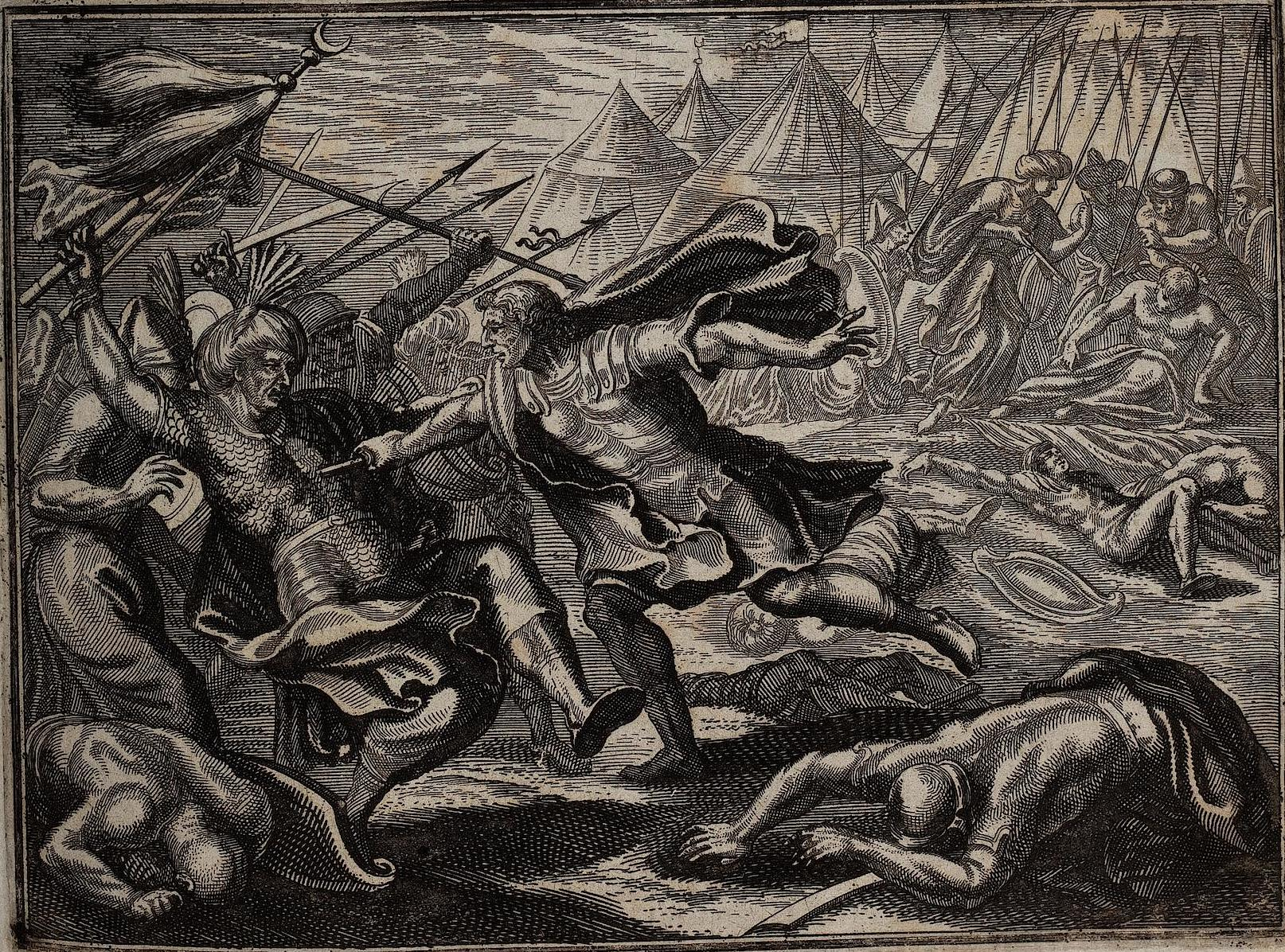
«ميلوش» يَطعن السُلطان «مُراد الأول»، بريشة «بول ريكوت» 1694.

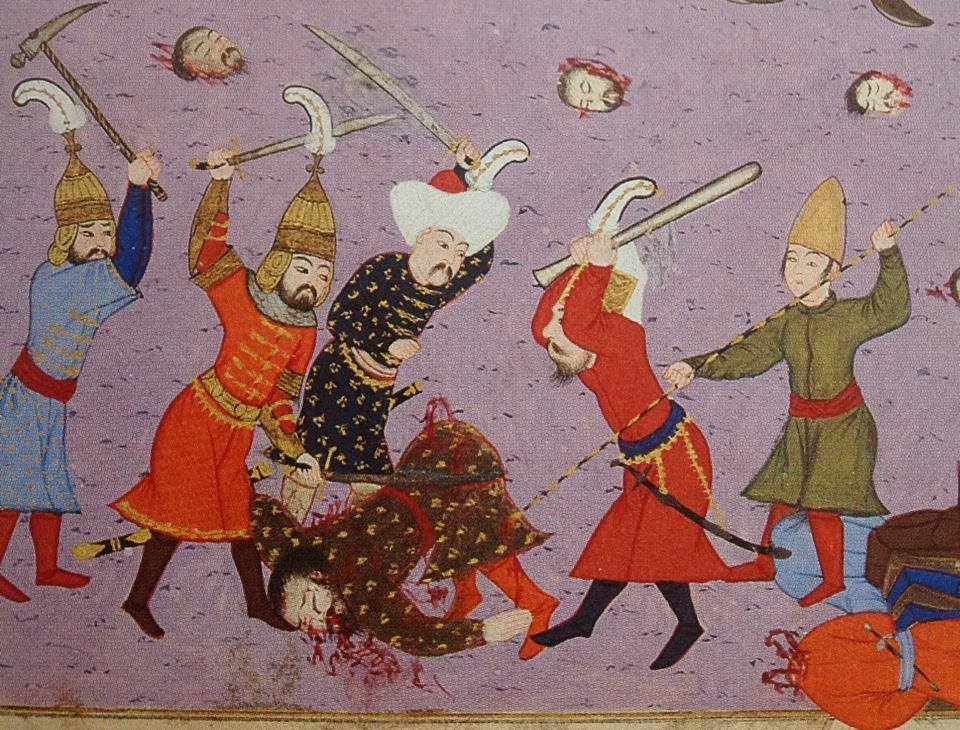
مُنممة عُثمانية تعُود الى القرن السادس عشر تُصور مَقتل قاتل السُلطان «مُراد»، بريشة «عُثمان النقاش».

## المصادر الصربية

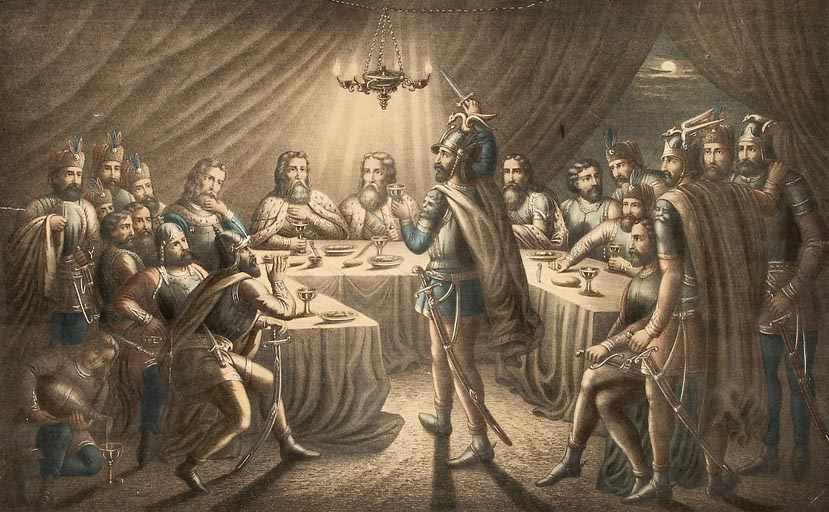
«ميلوش» يُثبت ولائه بالدَم، بريشة «آدم ستيفانوفيتش» 1871.

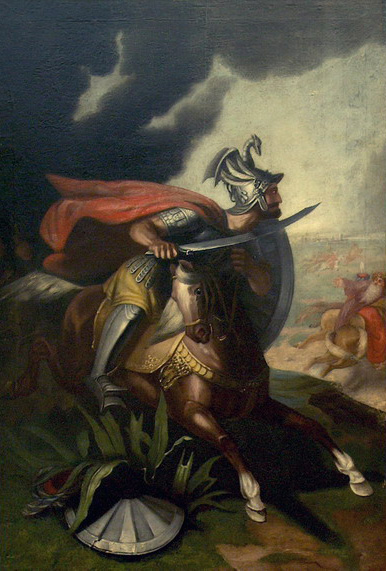
«ميلوش» في طريقه الى مُعسكر العدو، بريشة «ألكسندر دوبريتش» 1861.

## الإرث

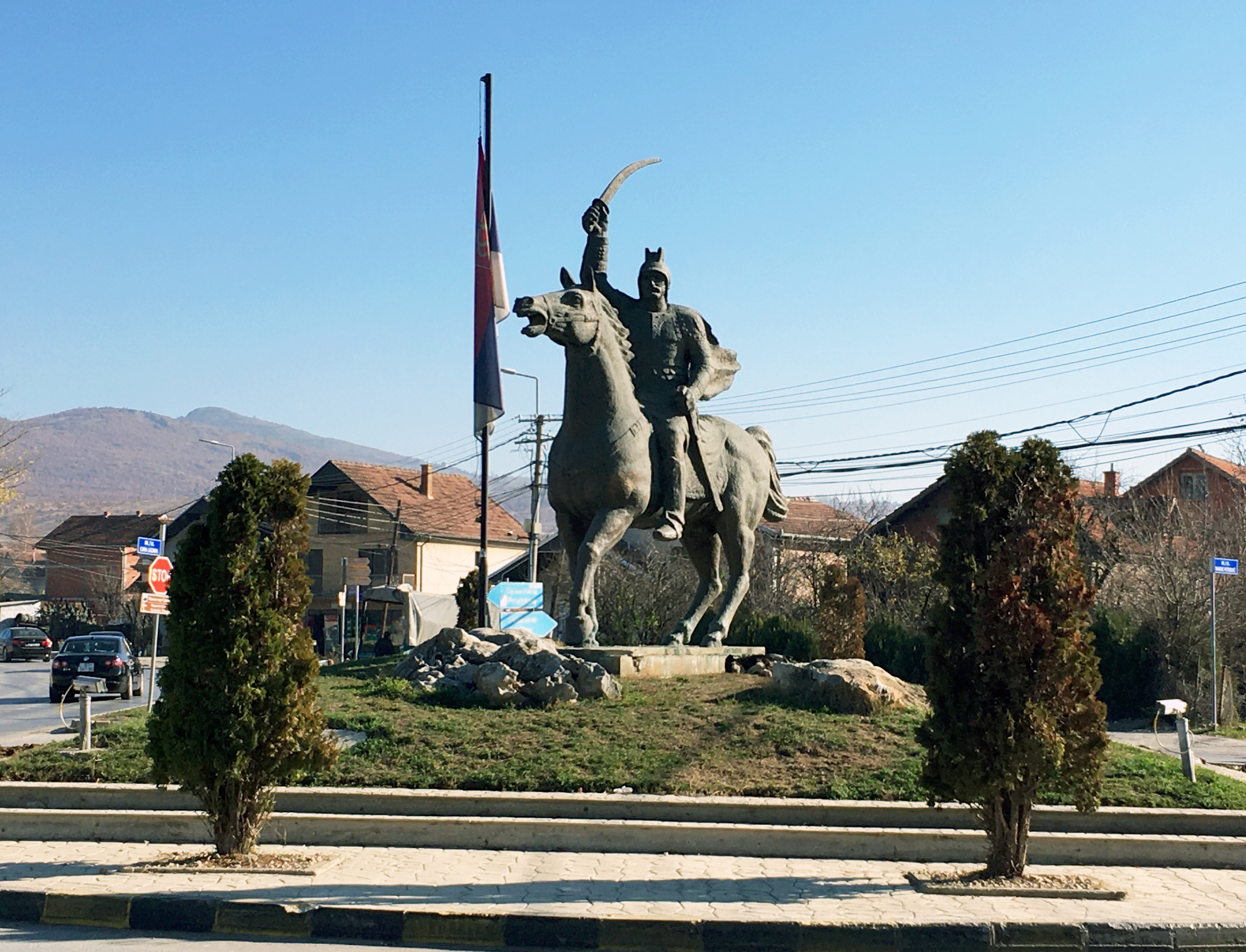
نَصب «ميلوش» في قوصوة.